# Tournée de l'équipe d'Afrique du Sud de rugby à XV en 1981
La série de la tournée de l'équipe d'Afrique du Sud de 1981 en nouvelle-Zélande est remportée par les All Blacks face aux Springboks  par deux victoires à une.

## L'aspect politique
La tournée faite par les Springboks en 1981 en Nouvelle-Zélande (encore connue en Nouvelle-Zélande comme « la tournée »), est marquée par des mouvements de protestation contre la politique raciale d'apartheid de l'Afrique du Sud,. L'apartheid a fait de l'Afrique du Sud un pariah des nations, et tous les pays sont fortement encouragés à éviter tout contact sportif avec celle-ci. Cependant, le rugby à XV est un sport très populaire en Nouvelle-Zélande, et les Springboks sont considérés comme l'adversaire numéro un des All Blacks. Il se produit alors une terrible division entre les Néo-Zélandais. Le sport et la politique doivent-ils être mêlés ? Cautionne-t-on la politique raciale et raciste d’apartheid en laissant se dérouler la tournée ? 
Les Springboks font cette tournée à l’invitation de la fédération néo-zélandaise, le gouvernement ne s’y oppose pas sous prétexte qu’il ne faut pas mélanger sport et politique. Les All Blacks remportent cette série (deux victoires contre une défaite), mais cette tournée reste dans les mémoires comme celle de la violence dans les villes et des matches annulés.
Cette tournée des Springboks devient infamante dans l'histoire du rugby et dans l'histoire de la Nouvelle-Zélande. Avant la tournée, des appels sont lancés pour couper les liens avec la République en raison de la politique d'apartheid. La tournée a lieu, appuyée par la fédération néo-zélandaise et le gouvernement, elle soulève une mobilisation et des manifestations anti-apartheid inimaginables.

## L'aspect sportif

### L'Équipe de l'Afrique du Sud

#### Première ligne
- Robert Cockrell, trois matches, deux fois titulaire
- Hempies du Toit, un match
- Willie Kahts, un match
- Ockie Oosthuizen, deux matches
- Henning van Aswegen, un match
- Flippie van der Merwe, deux matches

#### Deuxième ligne
- Hennie Bekker, deux matchs, un essai
- Louis Moolman, trois matches
- De Villiers Visser, un match

#### Troisième ligne
- Wynand Claassen, deux matches, deux fois capitaine
- Burger Geldenhuys, deux matches
- Eben Jansen, un match
- Rob Louw, deux matches
- Theuns Stofberg, deux matches, une fois capitaine

#### Demi de mêlée
- Divan Serfontein, trois matches

#### Demi d'ouverture
- Naas Botha, trois matches, 35 points : quatre transformations, sept pénalités, deux drops

#### Trois-quarts centre
- Willie du Plessis, trois matches
- Danie Gerber, trois matches
- Colin Beck, deux matches comme remplaçant

#### Trois-quarts aile
- Darius Botha, un match
- Gerrie Germishuys, deux matches (un essai)
- Ray Mordt, trois matches (trois essais)

#### Arrière
- Gysie Pienaar, trois matches
- Johan Heunis, un match (remplaçant).

### Résultats des matches
| No | Date              | Lieu                          | Match                             | Score   | Compétition |
| -- | ----------------- | ----------------------------- | --------------------------------- | ------- | ----------- |
| 1  | 15 août 1981      | Christchurch Nouvelle-Zélande | Nouvelle-Zélande – Afrique du Sud | 14 – 9  | test match  |
| 2  | 29 août 1981      | Wellington Nouvelle-Zélande   | Nouvelle-Zélande – Afrique du Sud | 12 – 24 | test match  |
| 3  | 12 septembre 1981 | Auckland Nouvelle-Zélande     | Nouvelle-Zélande – Afrique du Sud | 25 – 22 | test match  |

### Points marqués par les Springboks

#### Premier match contre la Nouvelle-Zélande
- Naas Botha, 5 points : une transformation, un drop
- Hennie Bekker, 4 points : un essai

#### Deuxième match contre la Nouvelle-Zélande
- Naas Botha, 20 points : une transformation, 5 pénalités, 1 drop
- Gerrie Germishuys, 4 points : un essai

#### Troisième match contre la Nouvelle-Zélande
- Ray Mordt, 12 points : trois essais
- Naas Botha, 10 points : deux transformations, deux pénalités

#### Meilleur réalisateur
- Naas Botha, 35 points : quatre transformations, sept pénalités, deux drops

#### Meilleur marqueur d'essais
- Ray Mordt, trois essais.